# Chiesa di Sant'Euplio
La Chiesa di Sant'Euplio era un luogo di culto di Catania nel quartiere "Porta di Aci", di fronte quello di "Sant'Euplio ad Martyres", distrutta dai bombardamenti della Seconda guerra mondiale. Oggi rimangono in piedi il transetto e la parete di destra dell'unica navata del vecchio edificio, che si è ricostruito ed inaugurato verso il 1964 in un'altra zona della città, nel quartiere "Petriera".

## Storia
La chiesa, dedicata al compatrono della città, venne costruita nel 1548 sull'area occupata in precedenza da un tempio paleocristiano. Apparteneva alla Confraternita di Sant'Euplio, che nel 1598 la affidò ai Frati Cappuccini e costoro nel 1606 ai Frati Minori Francescani.
Questa chiesa era segnalata nelle stampe cinquecentesche, originate dal rilievo della città "a volo d'uccello" dei cartografi Frans Hogenberg e Georg Braun e nell'opera dell'architetto Sebastiano Ittar se ne può vedere pure il rilievo planimetrico. L'edificio sacro appare in quest'ultimo lavoro con ingresso ad occidente, a navata unica e con un profondo presbiterio segnato da un arco trionfale.
L'edificio di culto ebbe la fortuna di reggere al Terremoto del Val di Noto del 1693. 
Questo luogo sacro, invece, non resse quando l'8 luglio 1943 fu colpito in pieno da uno degli ordigni lanciati in quell'anno durante l'attacco aereo degli Alleati della Seconda guerra mondiale. Le uniche due pareti di questo ex luogo di culto rimaste intatte, quella settentrionale e quella occidentale, vennero risparmiate dalla ricostruzione post-bellica, mentre venne ripavimentato in cotto siciliano il suolo su cui si estendeva l'ex chiesa.
Nel presbiterio del sito dell'ex edificio di culto sono stati appesi dodici calchi in rilievo con le immagini degli Apostoli, realizzati nel 1887, che originariamente erano destinate al Cimitero monumentale di Catania e che sono dal 1978 esposte definitivamente sulla parete occidentale dell'ex chiesa.
Nel 1964 venne inaugurata la nuova chiesa a sud di piazza Maria Montessori, nel quartiere "Petriera", che si andava urbanizzando proprio in quegli anni: questo luogo di culto fu realizzato ex novo in questo sito su progetto dell'architetto Giacomo Leone.

## Descrizione

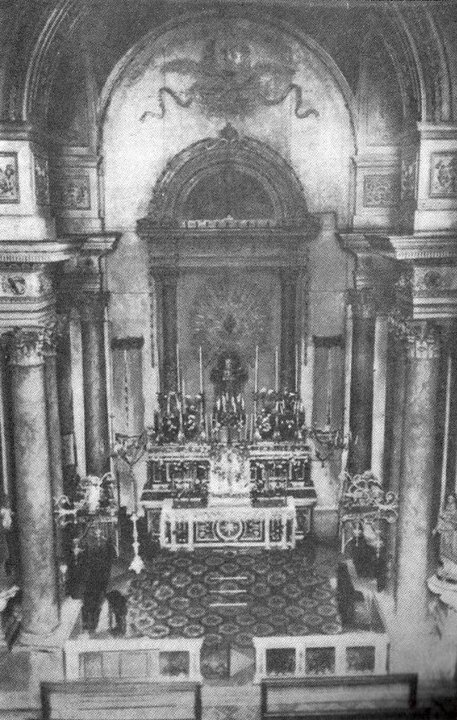
Interni della chiesa di Sant'Euplio, precedente al bombardamento americano dell'8 luglio 1943.

Sulla base della già citata planimetria dell'Ittar, degli esigui resti e sull'unica descrizione accurata antecedente al 1943 ad opera di Giuseppe Rasà Napoli, possiamo ipotizzare l'aspetto che dovette avere la chiesa prima della sua distruzione. L'altare maggiore doveva essere affrescato con immagini dei "santi Euplio e Antonio innanzi al trono di Maria con un coro di angioli, i quattro Evangelisti, l'Apoteosi di sant'Euplio, la predicazione dello stesso santo" ed era ornato da semi-colonne con capitelli di stile corinzio, ancora oggi visibili. La chiesa disponeva poi di due altari laterali che erano affrescati; quello di destra aveva una "predicazione di sant'Antonio Abate nel deserto" di Tullio Allegra, mentre quello di sinistra rappresentava un "santissimo Crocifisso senza simulacri ma con gli Angioli della passione" dello stesso Allegra. Il prospetto verso occidente era in pietra calcarea e sull'unica porta vi erano come decorazioni una mitra poggiata su un libro chiuso e un pastorale con un campanello legatovi, i quali costituiscono i simboli di sant'Antonio Abate, e un libro aperto il quale è invece il segno distintivo di sant'Euplio.

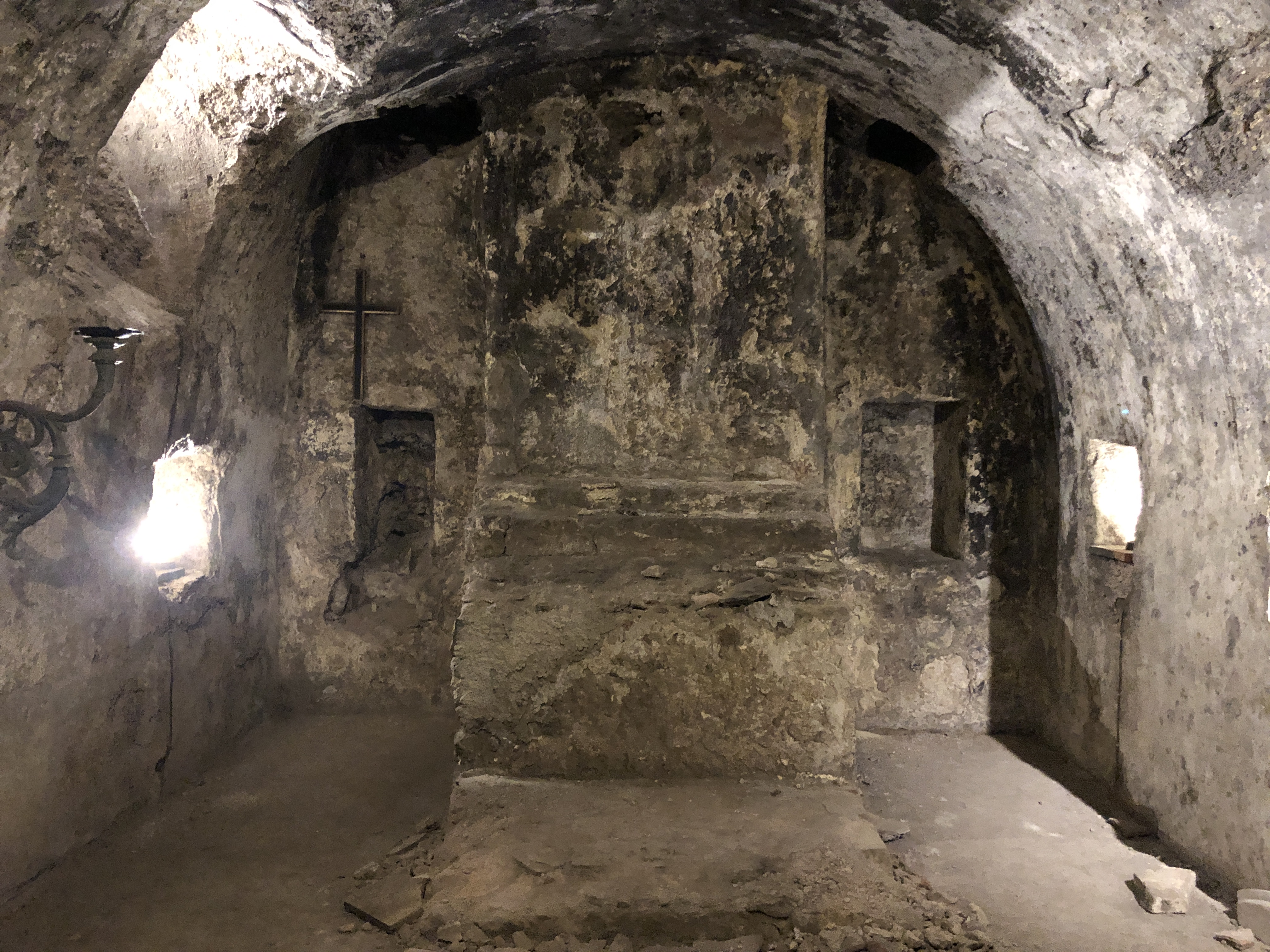
Cripta di Sant'Euplio

All'ingresso, sul lato sinistro del pavimento, era una botola che conduceva ai locali sottostanti di epoca romana. La botola venne definitivamente tolta e venne realizzata la prosecuzione della scaletta in muratura che conduce ancora all'ambiente ipogeo ornato da pitture un tempo leggibili e da diverse nicchie laterali, caratterizzato da un altare costituito da un capitello di epoca romana, ipotizzato dalla tradizione quale il luogo della prigionia del santo, ipotizzato come sepolcro da diversi studiosi e certamente luogo di culto in età tardo-antica. Al locale si accede ancora in occasione dei riti religiosi per la data del martirio di sant'Euplio, il 12 agosto. Per tale data si effettua anche la messa celebrativa al santo nei resti della chiesa superiore.